# 伊藤隆史
伊藤 隆史（いとう たかし、1992年8月21日 - ）は、日本の編集者、監修者、ライター、ディレクター。神奈川県出身。

## 人物
神奈川県でお笑い芸人として「マッコウクジラ」というトリオで活動。6年の活動を経て解散し、現在は「84000円」というコンビで活動中。

## 来歴
明治大学卒。印刷会社の営業、データ入力代行会社の事務を経て、2019年にナイル株式会社にアプリ紹介メディア「Appliv」の運用として入社。業務効率化を軸に多数のメディアへ参画。運用改善やオペレーション体制構築、新規メディア立ち上げなどに携わり、2023年10月から「Appliv」の責任者を務める。
株式会社HAPPY ANALYTICS主催、提案型ウェブアナリスト育成講座第５期卒業生。

## 出演

### テレビ
- 午前0時の森（2022年10月31日）[6]
- イット！直アタリ[7]

### ラジオ
- J-WAVE STEP ONE[8]

### Web
- ギブリー主催ウェビナー「社員のGAI活用を推進するナイルのChatGPT活用術」[9]

## 監修
- 家計簿で出費が減った人は39.2％、最も意識している項目は「食費」、記録方法は「アプリ」が最多（Appliv調べ）[10]
- ポイ活する人の約7割が節約に繋がっている実感あり、年間貯蓄額10万円以上も（Appliv調べ）[11]